# Michel Thomas Halbouty
Michel Thomas Halbouty (Beaumont, Texas, 21 de junho de 1909 – Houston, 6 de novembro de 2004) foi um geólogo, engenheiro de petróleo e especialista na procura de poços de petróleo estadunidense. É creditado pela descoberta de mais de 50 óleo e gás, declarou duas vezes bancarrota, e nas duas vezes recuperou-se financeiramente. Autor de centenas de artigos técnicos sobre geologia do petróleo, e de dois livros sobre famosos campos petrolíferos. Halbouty é frequentemente descrito, incluindo seu obituário no New York Times, como "legendário".”

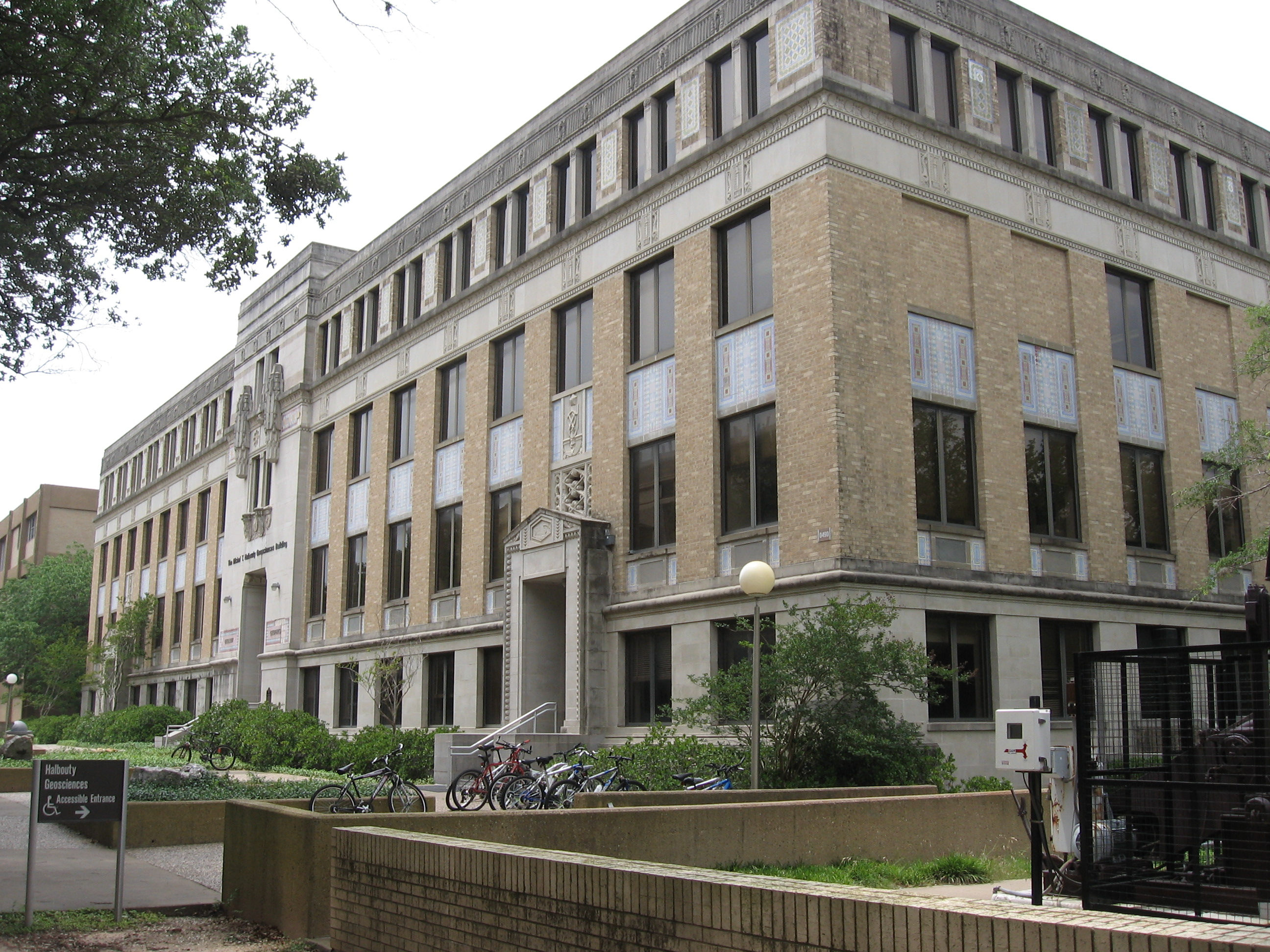
O prédio Michel T. Halbouty de Geociências da Texas A&M University

## Obras publicadas
Halbouty escreveu 370 artigos e seis livros.

### Artigos selecionados
- "Rationale for deliberate pursuit of stratigraphic, unconformity, and paleogeomorphic traps," in Stratigraphic Oil and Gas Fields, (1972) Tulsa, Okla.: American Association of Petroleum Geologists, Special Publication 10, p. 3-7.
- "Exploration into the new millennium", in Petroleum Provinces of the Twenty-First Century, (2001) Tulsa, Okla.: American Association of Petroleum Geologists, Memoir 74.

### Livros
- Petrographic and Physical Characteristics of Sands from Seven Gulf Coast Producing Horizons, 1937, Houston, Tex.: Gulf Publ. Co.
- Spindletop (with James A. Clark), 1952, New York: Random House,
- Salt Domes, Gulf Region, United States and Mexico, 1969, Houston, Tex.: Gulf Publ. Co.
- Ahead of His Time; Michel T. Halbouty Speaks to the People, (ed. by James A. Clark) 1971, Houston, Tex.: Gulf Publ. Co.
- The Last Boom (with James A. Clark), 1972, New York: Random House, ISBN 0-394-48232-8.
- Drilling in The Future (with Aidil Yunus B. Ismail), jan2014, Tronoh. Malaysia.